# Aleksander Marczewski
Aleksander Marczewski (* 21. Juni 1911 in Irządze; † 10. Januar 1981 in Worchester, Massachusetts) war ein polnischer Komponist, Dirigent und Organist.
Marczewski studierte 1933–1934 Klavier am Konservatorium der Musikgesellschaft Krakau. Zugleich arbeitete er als Theaterpianist am Julius-Słowacki-Theater sowie als Korrepetitor und Chordirigent an der Krakauer Oper. Am Warschauer Konservatorium studierte er  von 1935 bis 1937 Komposition bei Stanisław Kazuro und Kazimierz Sikorski und Dirigieren bei Walerian Bierdiajew. 1935 unterrichtete er an der Musikschule in Kielce, von 1936 bis 1939 wirkte er als Organist, Chorleiter und Lehrer in Jędrzejów.
Nach dem Zweiten Weltkrieg setzte er von 1947 bis 1949 seine Ausbildung bei Bierdiajew fort. 1952 leitete er mehrere Monate das Wojewodschafts-Sinfonieorchester in Kielce, ab 1953 das von ihm gegründete Arbeiter-Sinfonieorchester, von 1955 bis 1956 auch den Chor der Stadt Radom. 1965 wanderte er in die USA aus und lebte zunächst in Scranton/Pennsylvania, ab 1968 in Worchester. Er arbeitete als Kirchenorganist und Chorleiter, schrieb Artikel für die polnische Presse und popularisierte die zeitgenössische polnische Musik.

## Werke
- Sonety wojenne für gemischten Chor und Sinfonieorchester (1935)
- Dwie fugi organowe (1936)
- Wariacje organowe (1936)
- Album pieśni świeckich für gemischten Chor a cappella (1936–46)
- Uwertura für Orchester (1937)
- Kantata żałobna für gemischten Chor und Sinfonieorchester (1937)
- Trzy utwory für Violine und Klavier (1937)
- Wariacje für Klavier (1938)
- Etiuda für Klavier (1940)
- Sześć nokturnów für Klavier (1940)
- Dwie msze für Männerchor und Orgel (1940)
- Trzy msze für Frauenchor und Orgel (1942)
- Daniel, Oper nach dem Drama von Stanisław Wyspiański (1942–44)
- Elegia i Andante für zwei Geigen, Cello und Klavier (1943)
- Fuga für zwei Geigen, Bratsche und Cello (1943)
- Barkarola für Klavier (1945)
- Kujawiak charakterystyczny für Klavier (1945)
- Sonata für Klavier (1945)
- Wariacje symfoniczne für Orchester (1950)
- Uwertura radomska für Orchester (1954)
- Obrazki wiejskie für Orchester (1955)
- Kaskada dźwięków für Geige und Klavier (1956)
- Szkice symfoniczne für Orchester (1956)
- Suita ludowa für Orchester (1957)
- Dziesięć pieśni für Stimme und Klavier (1959)
- Symfonia nr 1 D-dur (1960)
- Impresje ludowe für Orchester (1961)
- Suita kielecka für gemischten Chor und Sinfonieorchester (1962)
- Miniatury für kleines Kammerensemble (1964)
- Obrazki z Nowego Świata, Miniaturen für Klavier (1965)
- Symfonia nr 2 „Kosmos“ für großes Sinfonieorchester und gemischten Chor ad libitum (1966) oder zwei gemischte Chöre und Vokalquartett (1968)
- Suita góralska (Podhale) für gemischten Chor a cappella (1968)
- Miasteczko für gemischten Chor und Klavier (1970)

## Quelle
- culture.pl – Aleksander Marczewski

| Personendaten    | Personendaten                               |
| ---------------- | ------------------------------------------- |
| NAME             | Marczewski, Aleksander                      |
| KURZBESCHREIBUNG | polnischer Komponist, Dirigent und Organist |
| GEBURTSDATUM     | 21. Juni 1911                               |
| GEBURTSORT       | Irządze                                     |
| STERBEDATUM      | 10. Januar 1981                             |
| STERBEORT        | Worcester (Massachusetts)                   |